# سلوكلو (تشايبارة)
سلوكلو (بالفارسية: سلوکلو) هي قرية تقع في قسم بسطام الريفي (مقاطعة تشايبارة) في إيران. يقدر عدد سكانها بـ 352 نسمة بحسب إحصاء 2016.